# Тјуздеј Велд
Сјузан Кер Велд (енгл. Susan Ker Weld; Њујорк, Њујорк, 27. август 1943), позната као Тјуздеј Велд (енгл. Tuesday Weld), америчка је позоришна, филмска и ТВ глумица.
Велд је често глумила импулсивне и непромишљене жене које се слободно сексуално понашају, а номинована је за Златни глобус за Играј како ти легне (1972), Оскара за најбољу споредну глумицу за У потрази за господином Гудбаром (1977), награду Еми за ТВ филм Зима нашег незадовољства (1983) и БАФТА за филм Било једном у Америци (1984). Од касних 1980-их њени глумачки наступи били су ретки.
Позната је по улогама у филмовима Дивљи на селу (1961), са Елвисом Прислијем, Синсинати Кид (1965), Лопов (1981), Било једном у Америци (1984), Пад (1993), Љубав у Минесоти (1996) и Истраживати секс (2001) поред многих.